# Mercedes-EQ Formula E Team
Das Mercedes-EQ Formula E Team, vorher Mercedes-Benz EQ Formula E Team war ein deutsches Motorsportteam, das von der Saison 2019/20 bis 2021/22 in der FIA-Formel-E-Weltmeisterschaft antrat. Es befand sich über die 100-prozentige Tochterfirma Mercedes-Benz Formula E Ltd. im Besitz der Mercedes-Benz Group und wurde im Mai 2022 an McLaren Racing verkauft.

## Geschichte

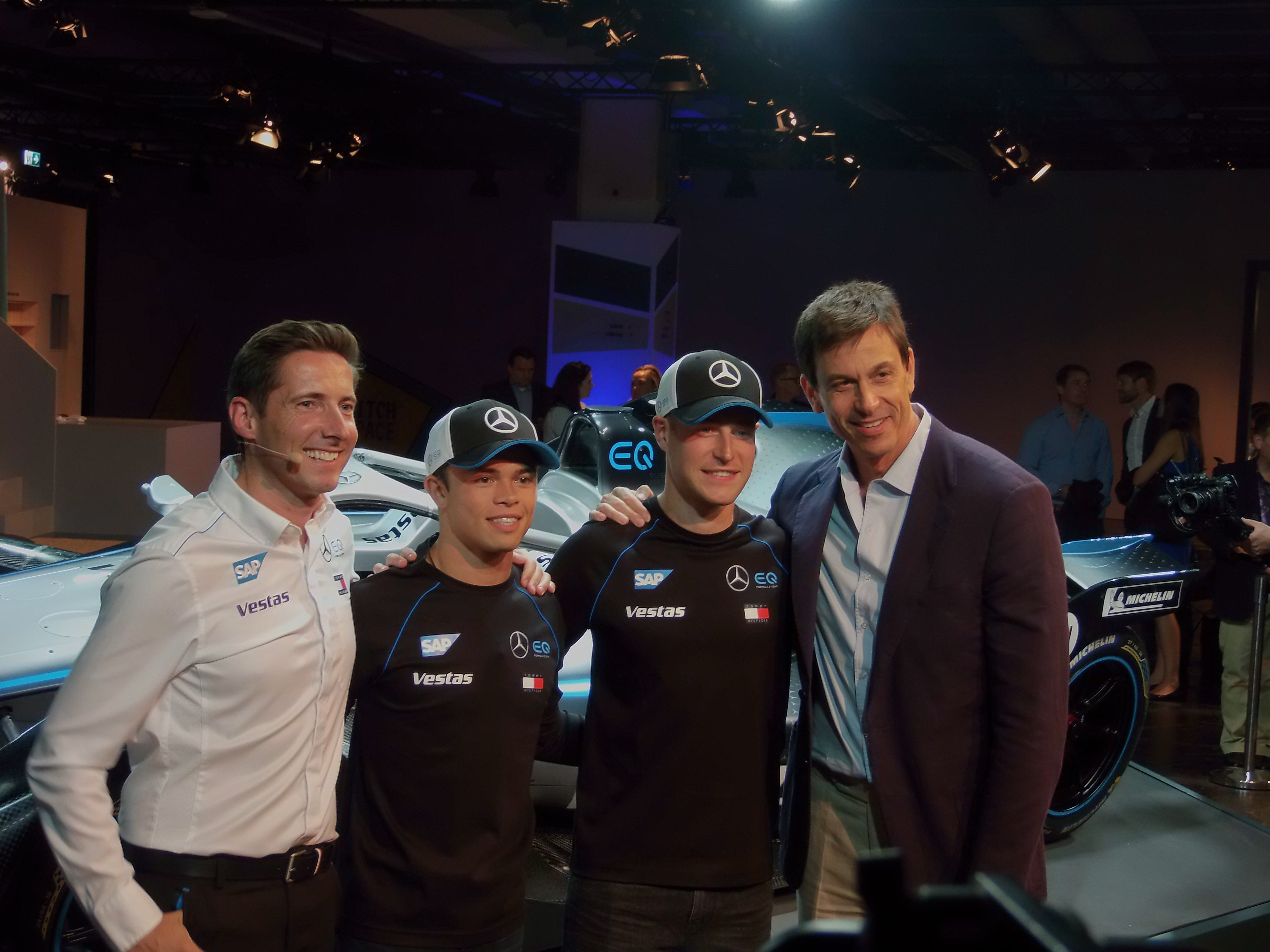
Teamchef Ian James, die Fahrer Nyck de Vries und Stoffel Vandoorne sowie Mercedes-Motorsportchef Toto Wolff bei der Teampräsentation des Mercedes-Benz EQ Formula E Teams auf der IAA 2019

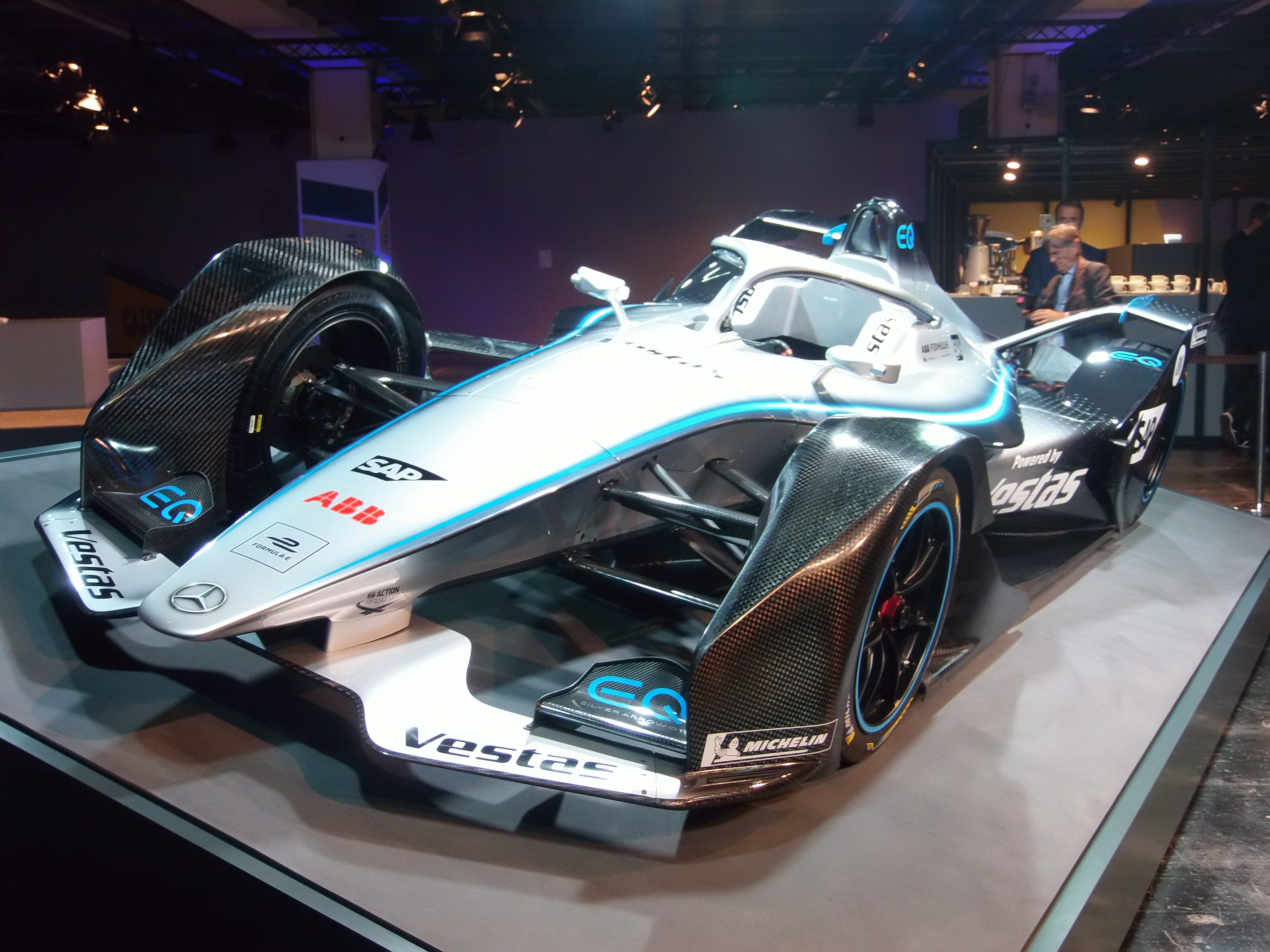
Mercedes-Benz EQ Silver Arrow 01 bei der IAA 2019

Im Juni 2017 gab Mercedes-Benz bekannt, dass man sich ab der Saison 2019/20 mit einem Werksteam an der FIA-Formel-E-Meisterschaft beteiligen werde. Gleichzeitig wurde der Ausstieg aus der DTM zum Ende der Saison 2018 bekanntgegeben. Den Antrieb für das Team entwickelt Mercedes AMG High Performance Powertrains, das Unternehmen, das sich auch für die Entwicklung der Mercedes-Motoren für die Formel-1-Weltmeisterschaft verantwortlich zeichnet. Die erste Testfahrt mit dem Antrieb wurde Ende März 2019 durchgeführt. Kurz zuvor stellte das Team auf dem Genfer Auto-Salon eine Teaser-Lackierung des Fahrzeugs vor.
Die Renneinsätze wurden zu Beginn von HWA übernommen. Zur Vorbereitung trat HWA in der Saison 2018/19 als eigenständiges Team unter dem Namen HWA Racelab mit Kunden-Motoren von Venturi an.
In der Saison 2019/20 trat das Team mit den Fahrern Nyck de Vries und Stoffel Vandoorne an, Teamchef wurde Ian James. Der Rennwagen trug die Bezeichnung Mercedes-Benz EQ Silver Arrow 01. Mit einem Doppelsieg im letzten Saisonrennen verbesserte sich das Team auf den dritten Platz der Teamwertung. Vandoorne wurde mit einem Sieg und zwei weiten Podestplatzierungen Vizemeister, de Vries belegte im Gesamtklassement als bester Rookie den elften Platz. Nach Saisonende gab Mercedes bekannt, den Teamsitz an den Sitz des Formel-1-Teams nach Brackley im Vereinigten Königreich zu verlegen.
In der Saison 2020/21 der nun FIA-Formel-E-Weltmeisterschaft genannten Rennserie ging Mercedes erneut mit der Fahrerpaarung de Vries und Vandoorne an den Start. De Vries gewann die Rennen in Diriyya und Valencia, Vandoorne den Rom E-Prix. Mit 183 Punkten gewann Mercedes die Teamweltmeisterschaft, de Vries wurde zudem Fahrerweltmeister.
Mercedes gab bekannt, nach der Saison 2021/22 werksseitig aus der Formel E auszusteigen. Das Team wurde von McLaren Racing übernommen und ab der Saison 2022/23 als McLaren Formula E Team antreten.
Auch in seiner letzten Saison ging das Team mit den Fahrern de Vries und Vandoorne an den Start. Vandoorne gewann das Rennen in Monaco und wurde mit sieben weiteren Podiumsplatzierungen Weltmeister, de Vries schloss die Saison nach Siegen in Diriyya und Berlin auf dem neunten Platz der Gesamtwertung ab. Mit 319 Punkten verteidigte Mercedes den Weltmeisterschaftstitel bei den Teams.

## Statistik

### Einzelergebnisse in der FIA-Formel-E-Weltmeisterschaft
| Fahrer                                 | Nr.                                    | 1   | 2    | 3     | 4     | 5    | 6     | 7     | 8     | 9     | 10    | 11   | 12  | 13   | 14   | 15  | 16  | Punkte | Rang |
| -------------------------------------- | -------------------------------------- | --- | ---- | ----- | ----- | ---- | ----- | ----- | ----- | ----- | ----- | ---- | --- | ---- | ---- | --- | --- | ------ | ---- |
| FIA-Formel-E-Meisterschaft 2019/20     | FIA-Formel-E-Meisterschaft 2019/20     | DIR | DIR  | SAN   | MEX   | MAR  | BER   | BER   | BER   | BER   | BER   | BER  |     |      |      |     |     | 147    | 3.   |
| Stoffel Vandoorne                      | 05                                     | °3° | °3°  | °6°   | °NC°  | °15° | °6°   | °5°   | °DNF° | °12°  | °9°   | °1°  |     |      |      |     |     | 147    | 3.   |
| Nyck de Vries                          | 17                                     | °6° | °16° | °5°   | °DNF° | 11   | 4     | °DNF° | 18    | 4     | 14    | °2°  |     |      |      |     |     | 147    | 3.   |
| FIA-Formel-E-Weltmeisterschaft 2020/21 | FIA-Formel-E-Weltmeisterschaft 2020/21 | DIR | DIR  | ROM   | ROM   | VAL  | VAL   | MCO   | PUE   | PUE   | NYC   | NYC  | LON | LON  | BER  | BER |     | 181    | 1.   |
| Stoffel Vandoorne                      | 05                                     | °8° | °13° | °DNF° | °1°   | °3°  | °DNF° | °DNF° | °7°   | °13°  | °DNF° | °12° | °7° | °15° | °12° | °3° |     | 181    | 1.   |
| Nyck de Vries                          | 17                                     | °1° | °9°  | °DNF° | °DNF° | °1   | °16°  | °DNF° | °9°   | °DNF° | °13°  | °18° | °2° | °2°  | °22° | °8° |     | 181    | 1.   |
| FIA-Formel-E-Weltmeisterschaft 2021/22 | FIA-Formel-E-Weltmeisterschaft 2021/22 | DIR | DIR  | MEX   | ROM   | ROM  | MCO   | BER   | BER   | JAK   | MAR   | NYC  | NYC | LON  | LON  | SEO | SEO | 319    | 1.   |
| Stoffel Vandoorne                      | 05                                     | °2° | °7°  | °11°  | °3°   | °5°  | °1°   | °3°   | °3°   | °5°   | °8°   | °4°  | °2° | °2°  | °4°  | °5° | °2° | 319    | 1.   |
| Nyck de Vries                          | 17                                     | °1° | °10° | °6°   | °DNF° | 14   | °10°  | °10°  | °1°   | °DNF° | 6     | 8    | °7° | 6    | °3°  | DNF | DNF | 319    | 1.   |

| Legende                      | Legende       | Legende                                                                 |
| Farbe                        | Abkürzung     | Bedeutung                                                               |
| ---------------------------- | ------------- | ----------------------------------------------------------------------- |
| Gold                         | —             | Sieger                                                                  |
| Silber                       | —             | 2. Platz                                                                |
| Bronze                       | —             | 3. Platz                                                                |
| Grün                         | —             | Platzierung in den Punkten                                              |
| Blau                         | —             | Klassifiziert außerhalb der Punkteränge                                 |
| Violett                      | DNF           | Rennen nicht beendet                                                    |
| Violett                      | NC            | nicht klassifiziert                                                     |
| Rot                          | DNQ           | nicht qualifiziert                                                      |
| Schwarz                      | DSQ           | disqualifiziert                                                         |
| Weiß                         | DNS           | nicht am Start                                                          |
| Weiß                         | WD            | zurückgezogen                                                           |
| Weiß                         | C             | Rennen abgesagt                                                         |
| Blanko                       |               | nicht teilgenommen                                                      |
| Blanko                       | DNP           | gemeldet, aber nicht teilgenommen                                       |
| Blanko                       | INJ           | verletzt oder krank                                                     |
| Blanko                       | EX            | ausgeschlossen                                                          |
| sonstige Formate und Zeichen | P/fett        | Pole-Position                                                           |
| sonstige Formate und Zeichen | kursiv        | Schnellste Rennrunde (ab 2017/18: Schnellste Rennrunde der ersten Zehn) |
| sonstige Formate und Zeichen | unterstrichen | Führender in der Gesamtwertung                                          |
| sonstige Formate und Zeichen | °             | FanBoost                                                                |
| sonstige Formate und Zeichen | *             | nicht im Ziel, aufgrund der zurückgelegten Distanz aber gewertet        |
| sonstige Formate und Zeichen | ( )           | Streichresultat                                                         |